# Син Юн Бок
Син Юн Бок, Син Юнбок (кор. 신윤복), по прозванию Хевон (1758 — после 1813) — корейский художник.
Родился в семье потомственных придворных художников корейской королевской династии Чосон — и его отец Син Хан Пхён (ок. 1735 — после 1809), написавший портреты королей Ёнджо и Чонджо, и его дед служили при дворе живописцами. Наряду с другими известными современными ему мастерами, такими, как Танвон и Ким Дык Син, был приверженцем реалистического стиля в живописи, мастером жанровых полотен. Наряду с Танвоном и художником более позднего поколения Овоном, Син Юн Бок (Хевон) составляет тройку знаменитых корейских мастеров «Три Вона».
Жанровые работы Син Юн Бока, посвящённые быту различных слоёв корейского общества, были сюжетно более свободны и раскрепощены, нежели произведения Танвона, имели эротическое содержание, что в конце концов привело к исключению мастера из королевского придворного художественного института Тохвасо. Наряду с жанровой живописью создавал также пейзажи и картины, изображающие животных. Писал свои произведения как на бумаге, так и на шёлке.
Сборник из 30 картин Хевона был принят в 1970 году в список Национальных сокровищ Кореи (под номером 135).

## Галерея

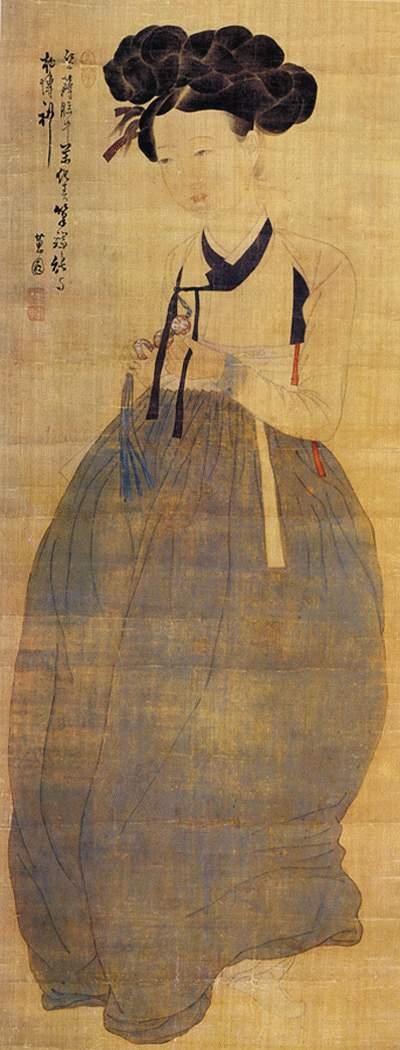
"Портрет красавицы" (미인도 美人圖)
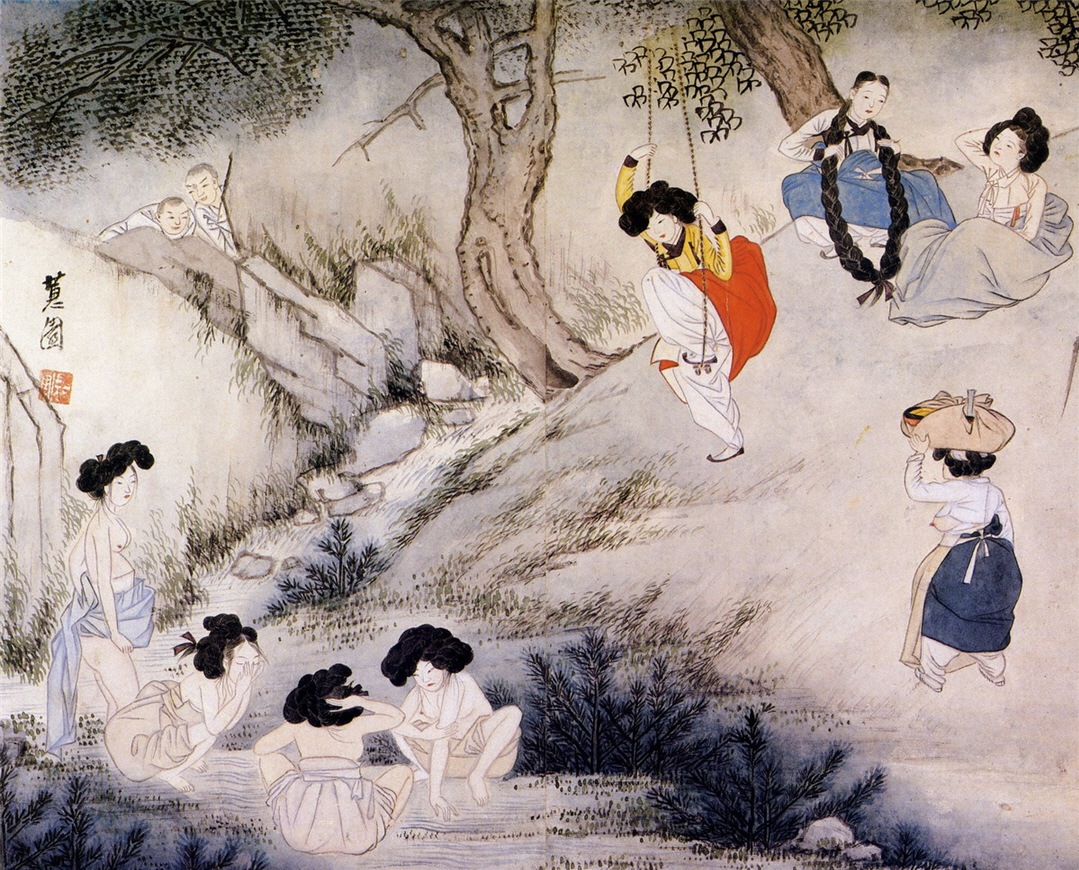
"Сценка на празднике Тано" (단오풍정 端午風情)
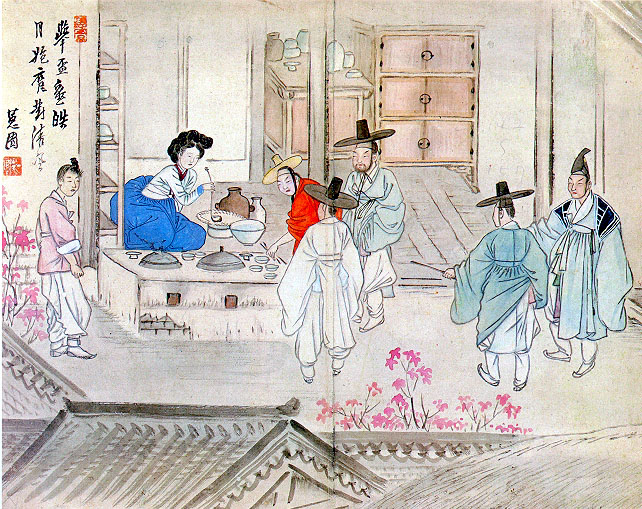
"Благословенное питейное собрание" (주사거배 酒肆擧盃)
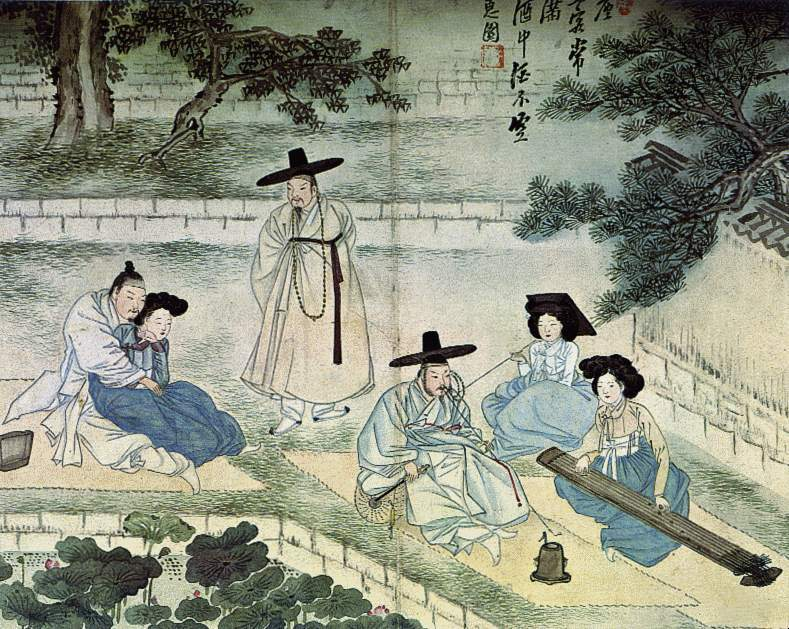
"Отозвавшийся комунго, хвалящий лотос" (청금상련 廳琴賞蓮 or 연당야유 蓮塘野遊)
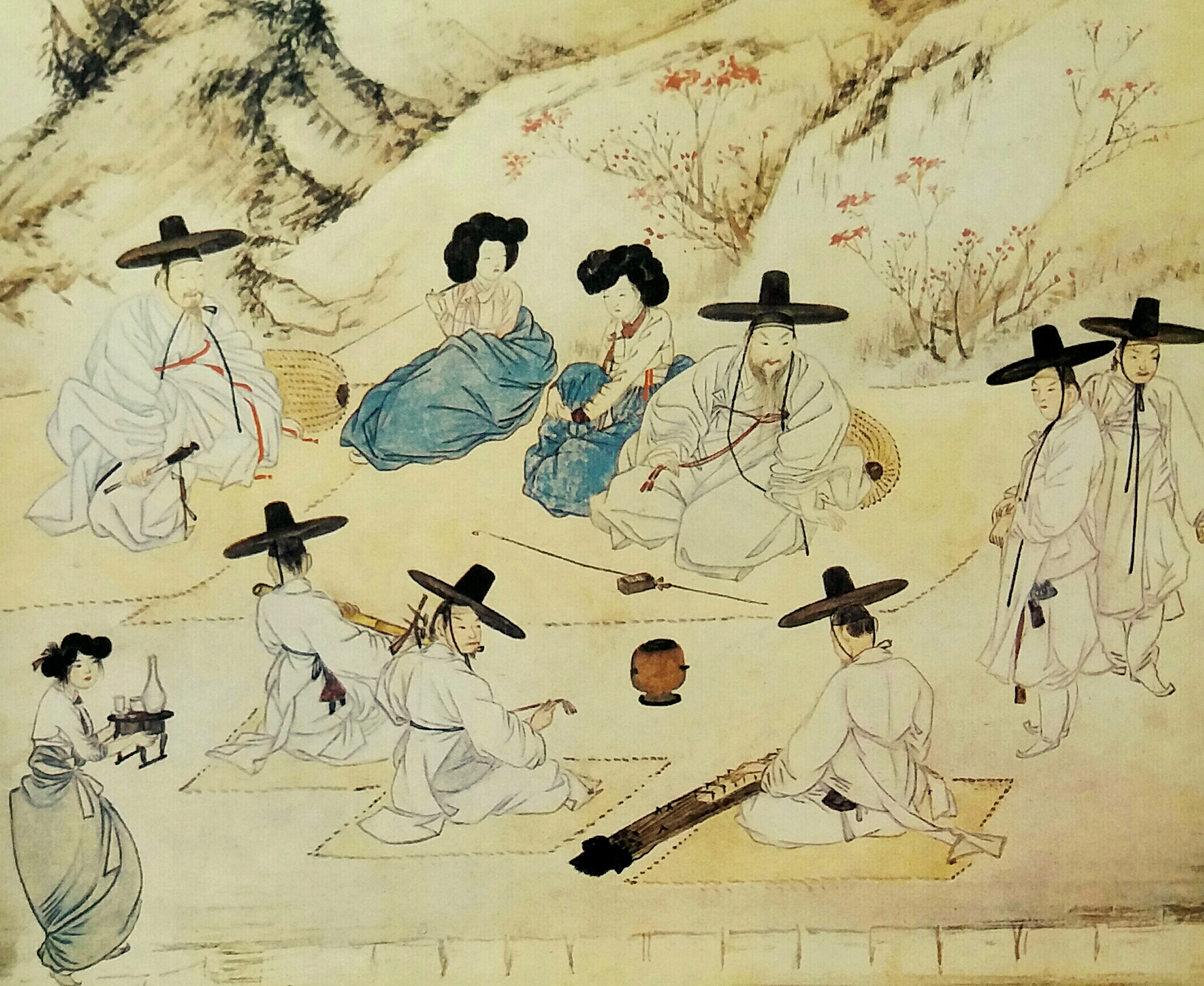
"Прекрасный весенний день в полях" (상춘야흥 賞春野興)
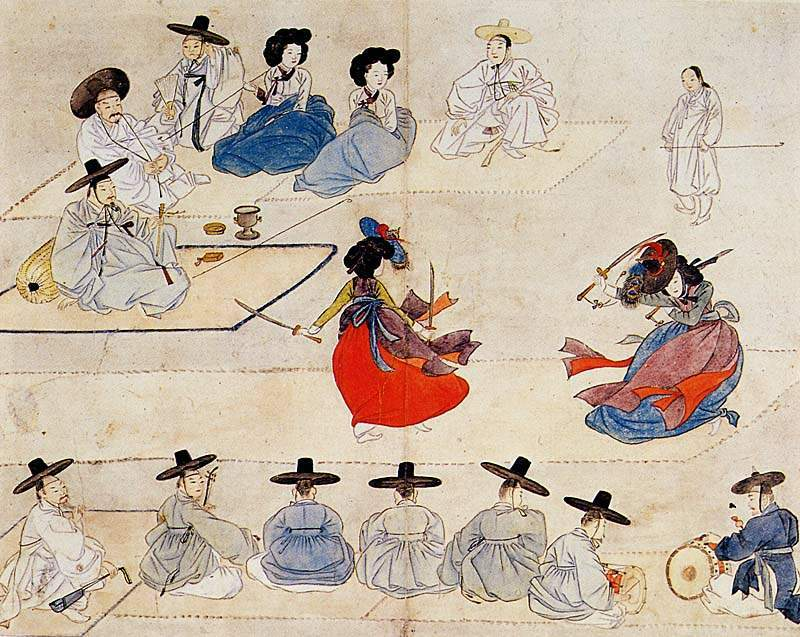
"Танец с двумя ножами"(쌍검대무 雙劍對舞)
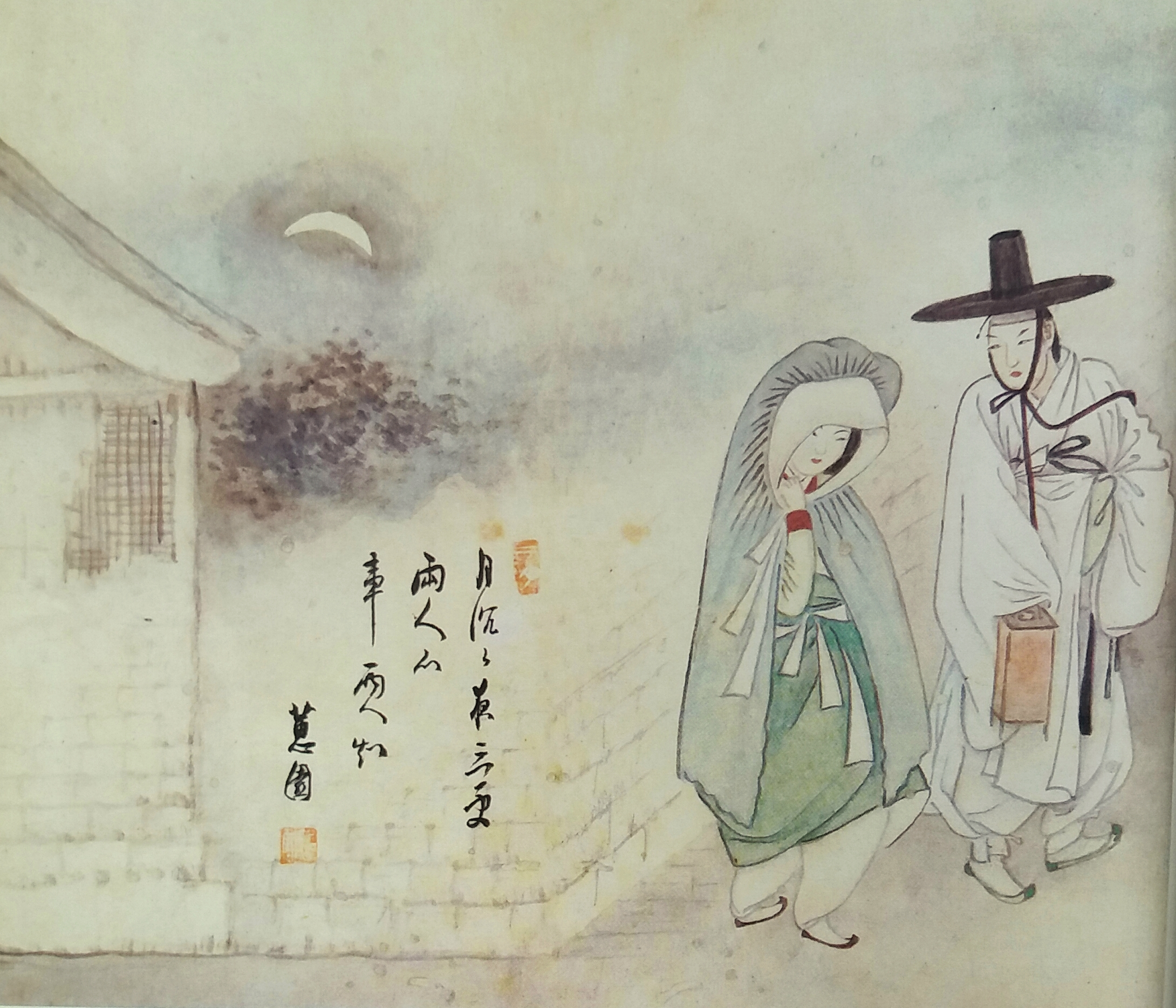
"Влюблённые под луной" (월하정인 月下情人)
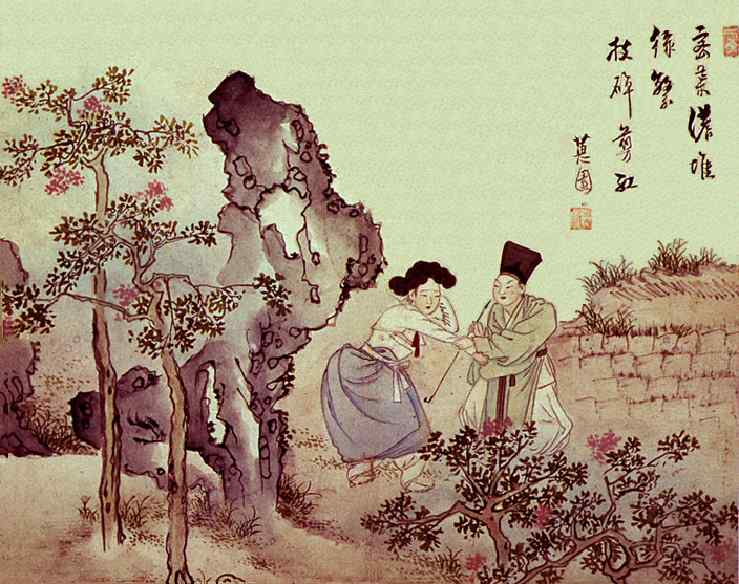
"Юноша и девушка, рвущие цветы азалии" (소년전홍 少年剪紅)

## В литературе и кинематографе
Син Юн Бок является главным героем книги и телесериала «Рисующий ветер» (кор. 바람의 화원, англ. The Painter of the Wind), где его сыграла известная корейская актриса Мун Гын Ён. В книге и фильме утверждается, что Син Юн Бок был женщиной, хотя в исторических источниках каких-либо аргументов в пользу этой версии нет.
В 2008 году корейским режиссёром Чон Юн-су был снят художественный фильм "Портрет красивой девушки" (Miindo), в котором рассказывается история становления Син Юн Бока как художника, первые его шаги в творчестве. В фильме также утверждается, что Син Юн Бок был женщиной. Его/её роль сыграла корейская актриса Ким Гю-ри
1. ↑  Artists of the World (нем.) — Berlin, Boston: Verlag Walter de Gruyter, 2022. — ISSN 2750-6088